# Fort-Tejon-Erdbeben 1857

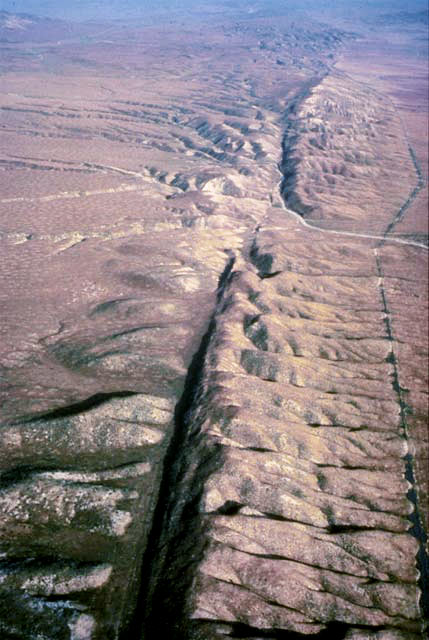
San-Andreas-Verwerfung; das Erdbeben ereignete sich entlang dieser Transformstörung.

Das Fort-Tejon-Erdbeben (engl. Fort Tejon earthquake), das sich am 9. Januar 1857 ereignete, gilt als das stärkste Erdbeben, das den US-Bundesstaat Kalifornien erschütterte. Es wird auf eine Stärke von 7,9 geschätzt. In seiner Stärke gilt es damit als dem San-Francisco-Erdbeben von 1906 vergleichbar. Es ereignete sich entlang der San-Andreas-Verwerfung auf einer Länge von 362 Kilometern zwischen Parkfield und San Bernardino. Die beiden Platten, die entlang dieser Störung aufeinandertreffen, verschoben sich während dieses Bebens um bis zu neun Meter. 
Kalifornien war im Jahre 1857 noch sehr dünn besiedelt. Anders als etwa beim New-Madrid-Erdbeben von 1811 gibt es kaum Überlieferungen von Personen, die dieses Erdbeben erlebten. Aus diesem Grund ist es auch lediglich unter Seismologen bekannt. Sein Epizentrum lag nach heutigem Forschungsstand nahe der kleinen kalifornischen Siedlung Parkfield. Seinen Namen erhielt es jedoch, weil das Armeelager Fort Tejon, das am Tejon-Pass lag, dieses meldete.
Nur ein Todesfall wurde als Folge des Erdbebens bekannt. Die Person starb beim Einsturz eines aus Lehmziegeln gebauten Hauses auf der Reed’s Ranch in Gorman, sehr nahe an der Verwerfung. Die meisten Gebäude in Fort Tejon wurden schwer beschädigt und mehrere Menschen verletzt. Einige Gebäude in Los Angeles wurden zerstört, aber keine größeren Schäden gemeldet. In Ventura fiel das Dach von der Mission und der Glockenturm brach zusammen. Durch Bodenverflüssigung entstanden Risse im sumpfigen Boden in Los Angeles und in der Nähe von Oxnard.